# Jean-Jacques Champin
Jean-Jacques Champin, né le 8 septembre 1796 à Sceaux et mort le 25 février 1860 à Paris, est un peintre, aquarelliste et lithographe français.

## Biographie

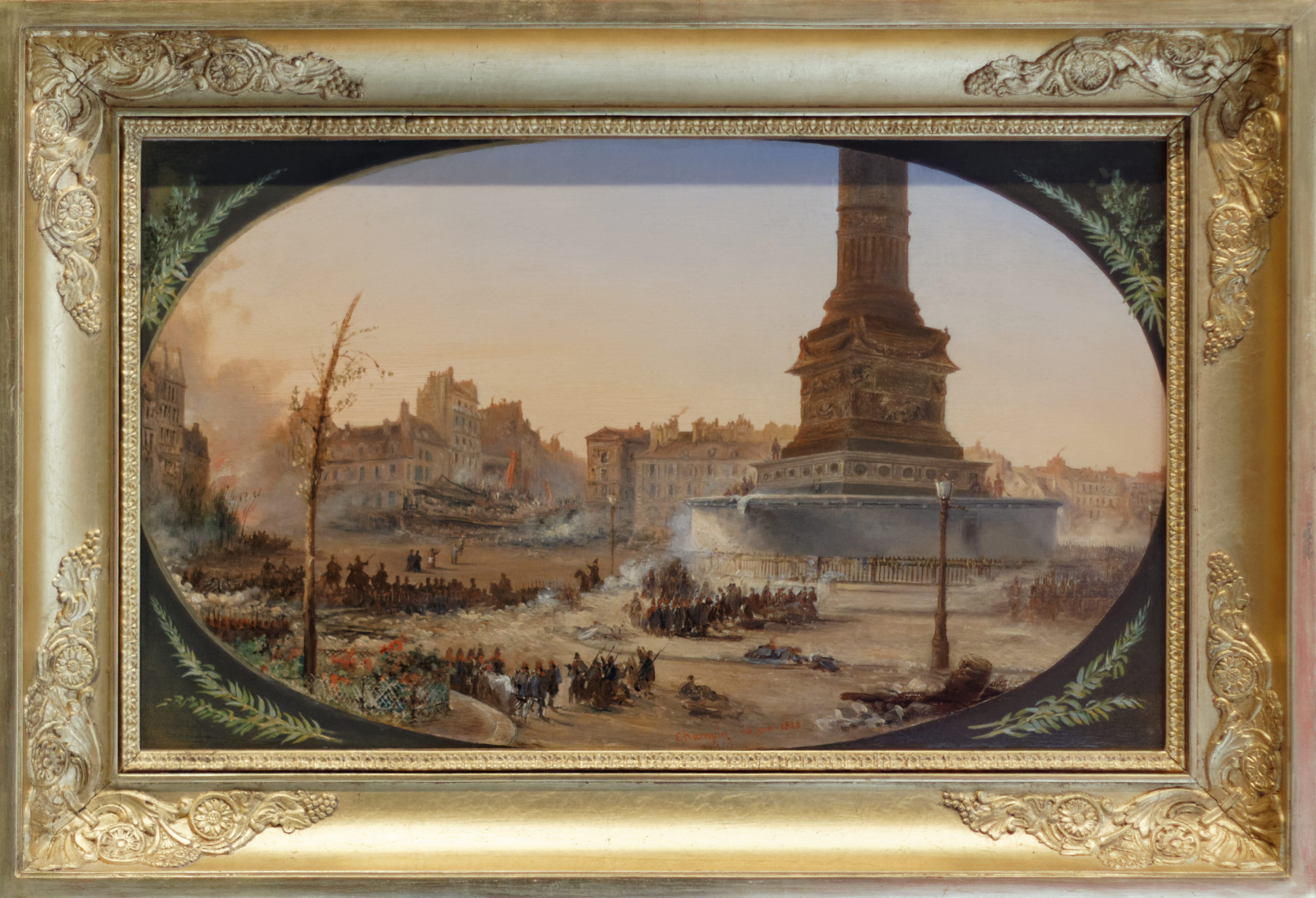
La Place de la Bastille et la barricade à l'entrée du faubourg Saint-Antoine, le 25 juin 1848, Paris, musée Carnavalet.

Jean-Jacques Champin naît en 1796 à Sceaux dans l'actuelle rue des Écoles, ses parents étant Pierre Champin et son épouse née Amélie Cauchoix. Pierre Champin, écuyer fourrier du logis du Roi, maire de Sceaux, fut également graveur et contribua à établir le plan des jardins de Sceaux-Penthièvre : en même temps qu'il doit son prénom à l'admiration parentale pour Jean-Jacques Rousseau, cet artiste doit son goût pour le paysage historique à cette vocation paternelle.
Du premier mariage de Jean-Jacques Champin avec Antoinette Céleste Biolay naîtront trois enfants, Antoine Pierre, Marie Adélaïde, et Amélie Louise. La santé délicate de Céleste contraint le couple à vivre un temps en Bourgogne avant de s'installer à Paris en 1815. Champin s'y intéresse à un art encore nouveau, la lithographie (inventée en 1798) et produit ainsi en 1816 sa première lithographie, L'Église de Sceaux et l'entrée du parc de Trévise.
Élève de Félix Marie Ferdinand Storelli et de Jacques Auguste Regnier, ce dernier demeuré fidèle à la pédagogie de son propre maître, Jean-Victor Bertin, par la pratique de la peinture d'histoire et du paysage d'après nature, Jean-Jacques Champin se consacre ainsi principalement aux paysages historiques. Il entreprend à cette fin des voyages, depuis la visite de la Grande Chartreuse en 1823, les Pyrénées en 1825, jusqu'à l'Italie en 1830 et, en liaison avec Regnier, produit les Vues pittoresques des principaux châteaux et des maisons de plaisance des environs de Paris et des départements (parmi lesquelles le pavillon de chasse de Charles X au bord de l'étang de la Tour, dans la forêt de Rambouillet) en 1826, les Habitations des personnages les plus célèbres de la France depuis 1790 jusqu'à nos jours de 1831 à 1835, La Seine et ses abords en 1836, Paris historique. Promenades dans les rues de Paris (trois tomes en 1838).
Durant cette période de collaboration avec son maître Regnier, Jean-Jacques Champin est introduit dans le cercle parisien du Salon littéraire que tient à la bibliothèque de l'Arsenal celui qui en est l'administrateur à partir de 1824, Charles Nodier, et où Champin va pouvoir rencontrer Pierre-Jean David d'Angers, Honoré de Balzac, Eugène Delacroix, Marceline Desbordes-Valmore, Alexandre Dumas, Théophile Gautier, Victor Hugo, Alphonse de Lamartine, Franz Liszt, Prosper Mérimée, Alfred de Musset, Gérard de Nerval, Joseph-Nicolas Robert-Fleury, Isidore Taylor ou Alfred de Vigny. C'est de la sorte que Charles Nodier est l'auteur de l'introduction à l'ouvrage ci-dessus cité Habitations des personnages les plus célèbres de la France depuis 1790 jusqu'à nos jours pour lequel il dessine, outre l'Arsenal, la maison de Victor Hugo rue Notre-Dame-des-Champs, celles d'Honoré de Balzac rue Cassini, du baron Gérard à Auteuil ou de Juliette Récamier à Aulnay.
En 1835, année du décès de son épouse Céleste, Jean-Jacques Champin installe son atelier au no 2 rue des Pyramides à Paris. Le 12 janvier 1837, il épouse en secondes noces Elisa Honorine Pitet, aquarelliste et lithographe attachée aux thèmes des fleurs et des fruits, union dont naît une fille, Marie Claire, en 1838. Le couple est amicalement et régulièrement reçu à Sceaux par Napoléon Mortier de Trévise et son épouse née Anne-Marie Leconte Stuart, héritière du domaine. Jean-Jacques Champin dessine Sceaux, Fontenay-aux-Roses, Bagneux, Le Plessis-Robinson, Verrières-le-Buisson, Meudon, la vallée de Chevreuse, le parc du Mesnil à Savigny-sur-Orge, Étampes, cette part de son œuvre faisant document sur le développement du chemin de fer qui est le mode de déplacement utilisé, tandis que son épouse peint des fleurs chez Vilmorin à Verrières-le-Buisson. Il contribue ensuite par ses dessins au Magasin pittoresque, à La Mode, à L'Illustration (de 1835 à 1854) et à  de nombreuses autres publications illustrées de son temps. Le Dictionnaire Bénézit, Gérald Schurr et Micheline Henry s'accordent à rappeler que, vers 1850-1852, Jean-Jacques Champin exécute des tableaux religieux qui, à l'instar de Jésus sur la montagne, L'Entrée du Christ à Jérusalem, Jésus aux oliviers, sont remarqués par la critique de leur temps, part de l'œuvre que le deuxième qualifie d'« assez austère » et où la troisième discerne l'influence de l'orientalisme.
Jean-Jacques Champin meurt en 1860. Ses traits nous restent fixés par un médaillon en bronze de 1850, œuvre de Pierre-Jean David d'Angers conservée à Paris au musée Carnavalet.
Il est inhumé au cimetière de Montmartre (1ère division).

## Contributions bibliophiliques
- Jean-Jacques Champin (notice historique de Félix Crozet), Excursion à la Grande Chartreuse en montant par Saint-Laurent-du-Pont, visitant les bords du Guyer-Mort et descendant par le Sapey, recueil de trente-six planches de vues dessinées d'après nature, Prudhomme, 1838.
- Album lyonnais - Vues pittoresques de Lyon et de ses environs dessinées et lithographiées par Jean-Jacques Champin, Jules Coignet, Adrien Dauzats, Desjardins, Édouard Hostein et Louis Villeneuve, Imprimerie Lemercier, Paris, 1839[9].
- Jean-Jacques Champin, Album portatif de l'Italie, destiné à l'étude du paysage d'après nature, trente-deux lithographies (vues de Gênes, Rome, Florence, Naples, H. Gache, Paris, 1840.
- Salvador Tuffet, Paris-Orléans ou parcours pittoresque du chemin de fer de Paris à Orléans - Paysages, sites, monuments, aspects de localités par Champin, cinquante lithographies par Jean-Jacques Champin, A. Collin et Cie, 1845[10].
- Jean-Jacques Champin, Album portatif de la Suisse destiné à l'étude des paysages d'après nature, H. Gache, éditeur d'estampes à Paris, sans date (vers 1840-1850).
- Boulevards de Paris, vues de Paris signées Jean-Jacques Champin et gravées par Andrew Best-Leloir, L'Illustration, 1846[11].
- Jean-Jacques Champin, Album portatif dédié aux amateurs et particulièrement aux voyageurs en Suisse - Quarante dessins d'après nature, Paris, 1850.
- Théophile Lavallée, Histoire de Paris depuis le temps des Gaulois jusqu'en 1850, quarante planches par Jean-Jacques Champin, Éditions J. Hetzel, 1850.
- Francis de Laporte de Castelnau, Expédition dans les parties centrales de l'Amérique du Sud, de Rio de Janeiro à Lima et de Lima au Pará, exécutée par ordre du gouvernement français pendant les années 1843 à 1847, sous la direction de Francis de Castelnau, lithographies de Jean-Jacques Champin, P. Bertrand, libraire éditeur, 1850.
- Alexandre Michal Ladichère, Uriage et ses environs - Guide pittoresque et descriptif, gravures de Jean-Jacques Champin d'après Alexandre Debelle, Édition Établissement thermal d'Uriage / Merle, libraire à Grenoble, 1859[12].

## Expositions

### Expositions collectives
- Palais du Luxembourg, 1818, 1830[1].
- Salon de peinture et de sculpture, Paris, de 1819 à 1859 (médaille d'encouragement en 1822, médaille de deuxième classe en 1824, médaille de première classe en 1831)[1].
- Salon de Cambrai, 1828[1].
- Salon de Bordeaux, 1839[1].
- Regard sur les Alpes. Lithographies anciennes, Maison Ravier, Morestel, avril-mai 1993.
- Lyon pittoresque. Vues de Lyon à travers dessins, estampes, photographies, bibliothèque municipale de Lyon, mai-juillet 2007.
- D'eau et de lumière. Mémoires d'aquarelles essonniennes, Conseil général de l'Essonne, 2009[13].
- Le dessin français de paysage aux XVIIe et XVIIIe siècles, Musée d'Île-de-France, Sceaux, mai-août 2011[14].
- Paysages à Sceaux, bibliothèque municipale de Sceaux, février 2016[15].
- Paysages du romantisme à l'impressionnisme. Les environs de Paris, château du Domaine départemental de Sceaux, mars-juillet 2016[16].

### Expositions personnelles
- Reflets du XXe siècle : Jean-Jacques Champin (1796-1860), bibliothèque municipale de Sceaux, mai-juin 1988.
- Jean-Jacques Champin. Paysages de Chartreuse, mairie de Saint-Laurent-du-Pont, mars-avril 2012.

## Réception critique
- « C'est à lui que nous devons les aquarelles les plus importantes qui aient jamais été faites. Il s'est placé depuis longtemps au nombre de nos plus habiles lithographes, et travaille ardemment à perfectionner cet art qui ne manque pas d'avenir. Jean-Jacques Chamin a publié deux ouvrages fort remarquables. Nous voulons parler de Paris Historique, dont le texte est sorti de la plume élégante et spirituelle de Charles Nodier, et surtout La Grande Chartreuse, série de vues admirablement exécutées et d'une exactitude parfaite. » - Jules Robert[17].
- « Il tient de ses maîtres Félix Storelli et surtout Auguste Regnier, disciple de Bertin et fidèle au paysagisme historique, la rigueur dans l'écriture et le goût des monuments. Il procède par vues plongeantes, éclaire les grandes masses et les foules par des effets de lumière qui en hiérarchisent habilement le rôle et l'importance. Ses couleurs sont franches mais délicates, ses compositions toujours rythmées par de grandes verticales. » - Gérald Schurr[18].

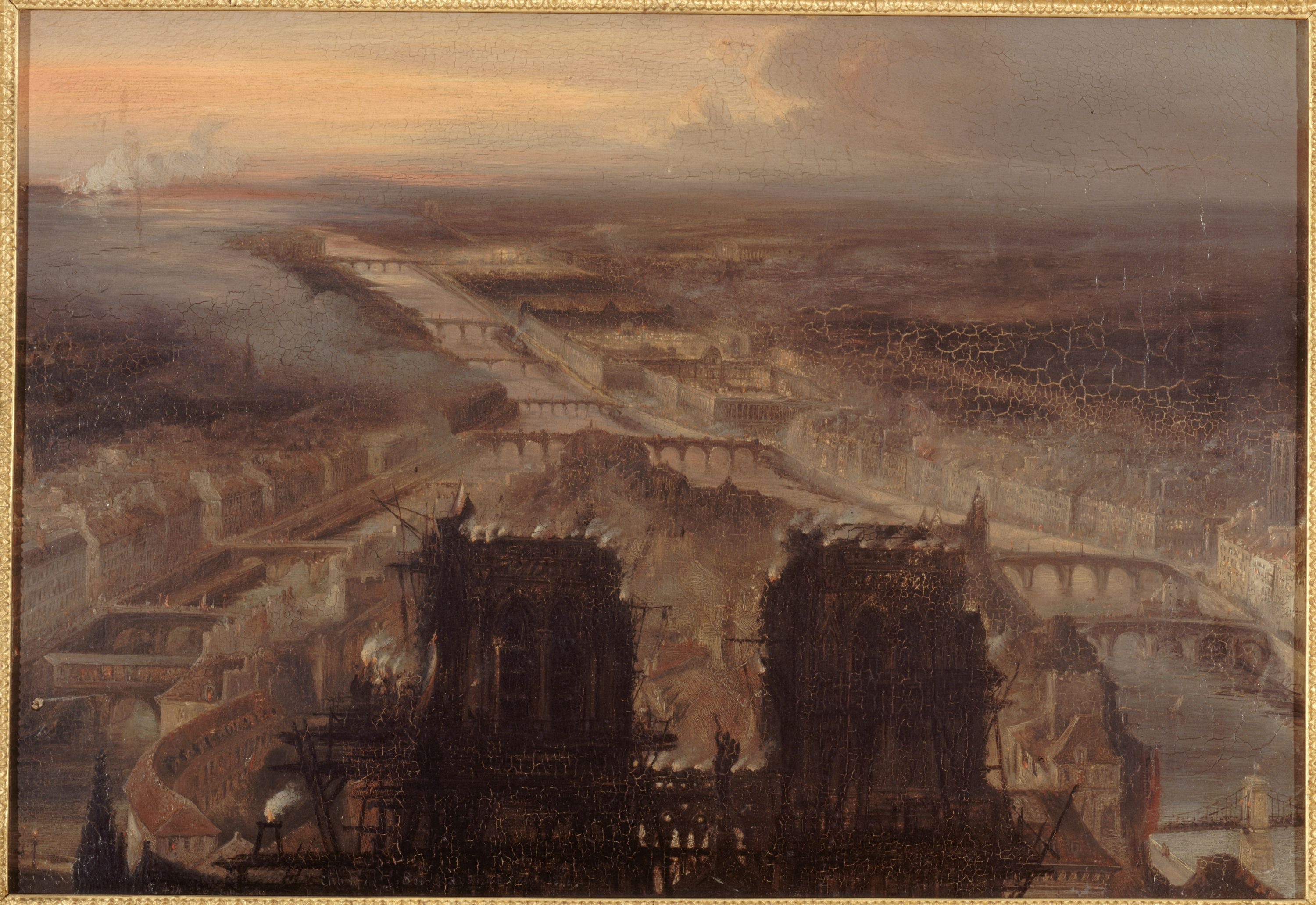
Illumination de Notre Dame pour célébrer l'élection de Louis-Napoléon Bonaparte

- « Jean-Jacques Champin est un artiste peintre spécialisé dans les vues d'architecture, particulièrement celles de la région parisienne qui ont fait sa notoriété. C'est à lui que The Illustrated London News commande pour le nouvel an 1848 un panorama de Paris, vu du haut des tours de Notre-Dame, dont la gravure gigantesque est un véritable chef-d'œuvre de virtuosité… À cette vaste planche, répond l'illustration liminaire, par le même artiste, du Tableau de Paris à vol d'oiseau (1857), vue prise du clocher de Saint-Louis-en-l'Île. Ces deux gravures d'exception et de prestige témoignent de l'attrait que présente l'architecture urbaine des grandes capitales pour les grands journaux illustrés de l'époque, à la fois concurrents et complices, et soulignent le prestige de Paris au sein de cette famille de journaux qui fonctionne presque comme un groupe de presse. » - Ségolène Le Men[19].

## Collections publiques

### États-Unis
- Cambridge (Massachusetts), Fogg Art Museum : La Lanterna de Gênes, 1841, dessin[20].
- New York, Metropolitan Museum of Art : Ruines de l'abbaye de Longpont, 1841, lithographie (ancienne collection Elisha Whittlesey (en)).

### France
- Clermont-Ferrand, musée d'Art Roger-Quilliot.
- Créteil, archives départementales du Val-de-Marne : Vue générale de l'Hospice des aliénés de Charenton, gravure.
- Fontenay-sous-Bois, archives municipales : Habitation de Potier, artiste dramatique ; Habitation de René-Charles Guilbert de Pixerécourt, lithographies[21].
- Grenoble, musée dauphinois : Chapelle Notre-Dame de Casalibus, lithographie[22].
- Lyon, bibliothèque municipale : Ancien couvent des Carmes des Chaux, lithographie d'après Édouard Hostein, 1839.
- Meudon, musée d'art et d'histoire : La Grande perspective au début du XIXe siècle, estampe[23].
- Nice, bibliothèque du Chevalier Victor de Cessole : Vues d'Antibes, Nice et environs, lithographies[24].
- Paris :
  - Bibliothèque nationale de France : Route de Villefranche, dessin.
  - Maison de Balzac : La Maison de Balzac au no 1, rue Cassini, lithographie d'après Jacques Auguste Regnier.

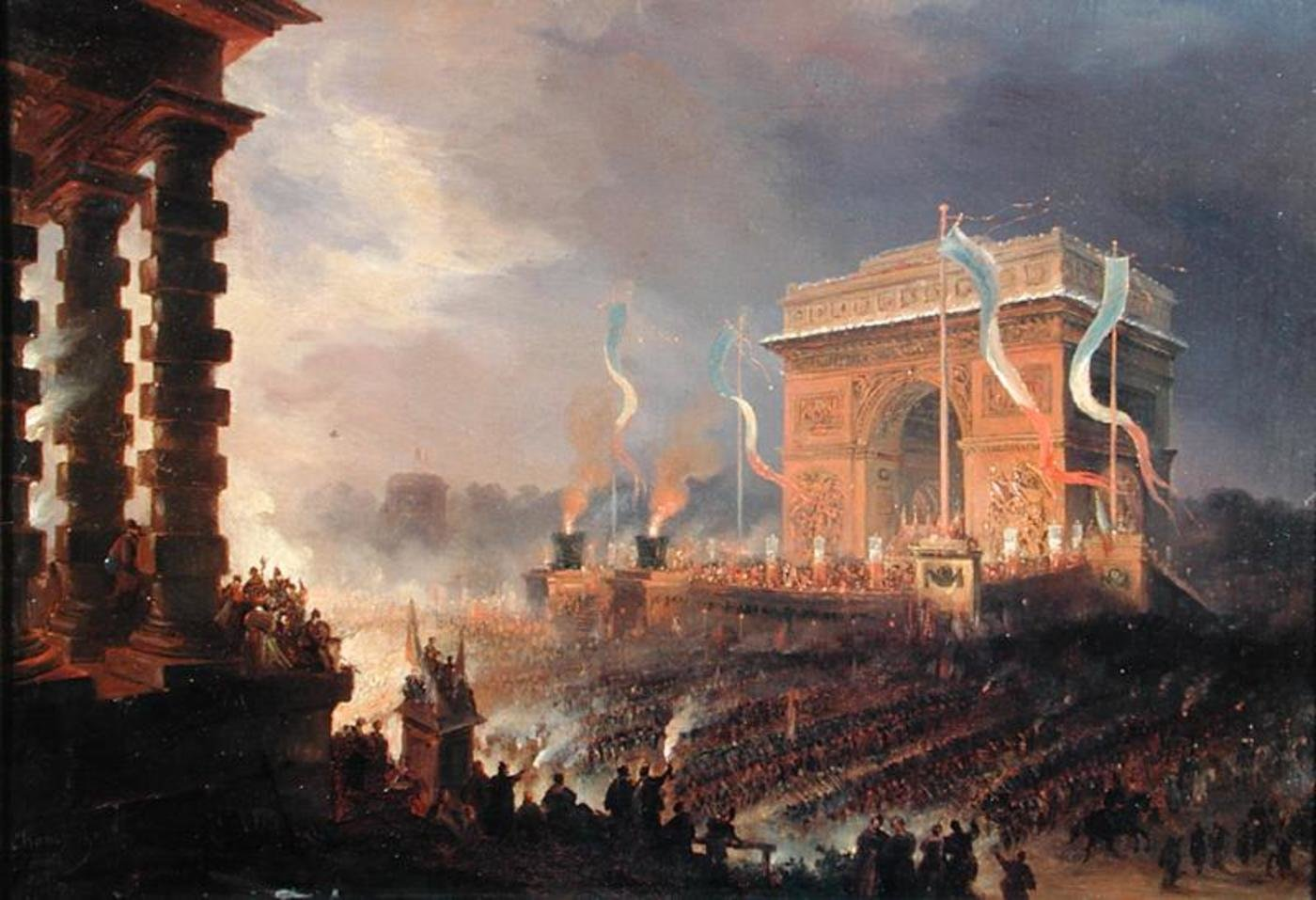
La Fête de la Fraternité sur la place de l'Étoile

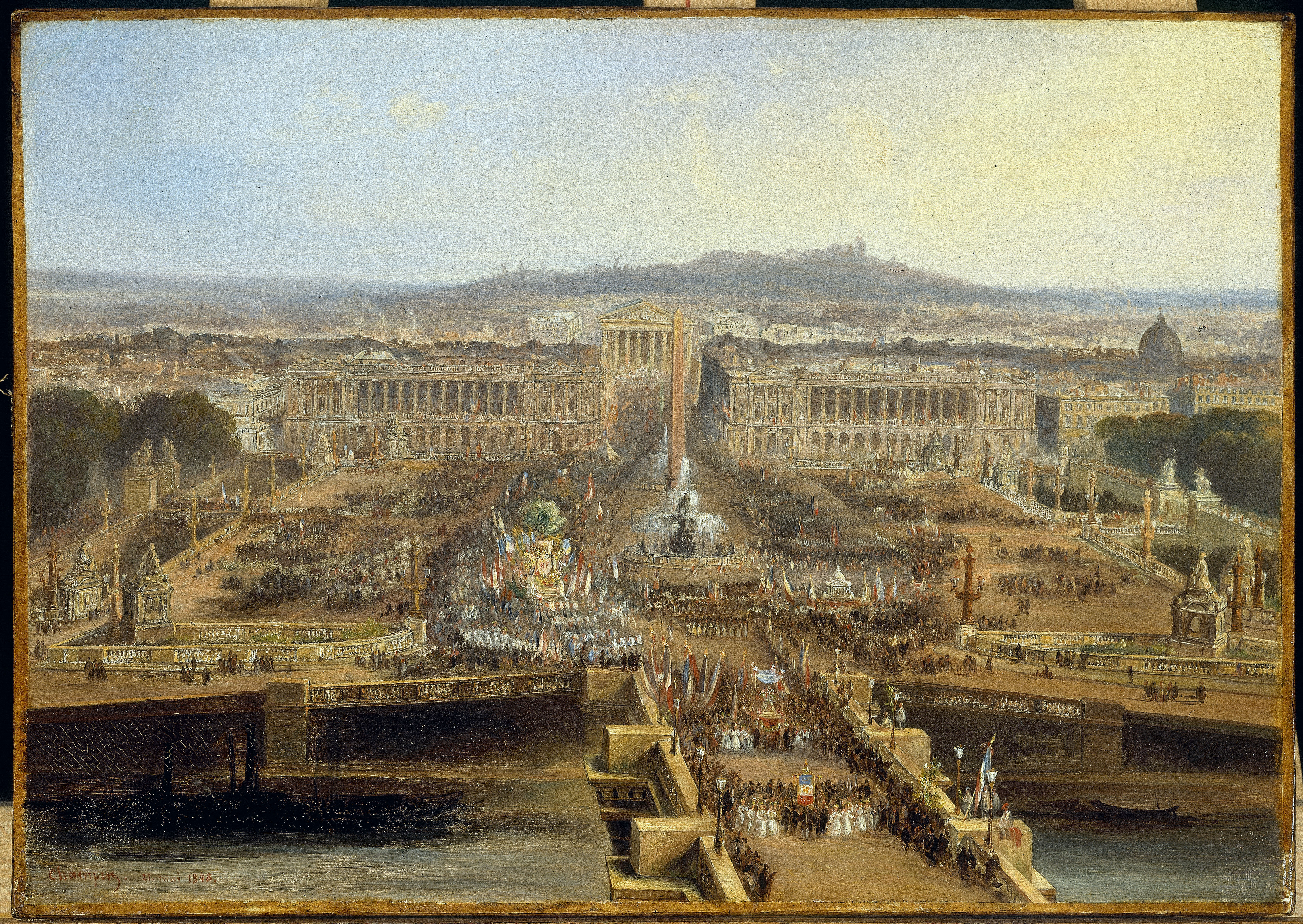
La Fête de la Concorde, 21 mai 1848

- - musée Carnavalet : Les Événements qui ont suivi la Révolution française de 1848, les journées de Juin et les débuts de la deuxième République en huit tableaux[18] : 
    - Proclamation de la deuxième République, place de la Concorde, 24 février 1848[25], Plantation d'un arbre de la liberté sur la place de l'hôtel de ville de Paris le 24 mars 1848[26],
    - La Fête de la Fraternité sur la place de l'Étoile le 20 avril 1848,
    - Proclamation de la République devant le Palais Bourbon le 4 mai 1848[27],
    - La Fête de la Concorde (célébration de la nouvelle constitution), le 21 mai 1848[28],
    - La Place de la Bastille et la barricade à l'entrée du faubourg Saint-Antoine le 25 juin 1848 (on aperçoit dans ce dernier tableau Mgr Denys Affre s'avançant vers la barricade où il va trouver la mort)[29],
    - Les Funérailles des victimes de juin 1848[30],
    - Illumination de Notre-Dame pour célébrer l'élection du Prince Louis-Napoléon Bonaparte, décembre 1848[31].

Détails de Plantation d'un arbre de la liberté sur la place de l'hôtel de ville de Paris, Paris, musée Carnavalet.
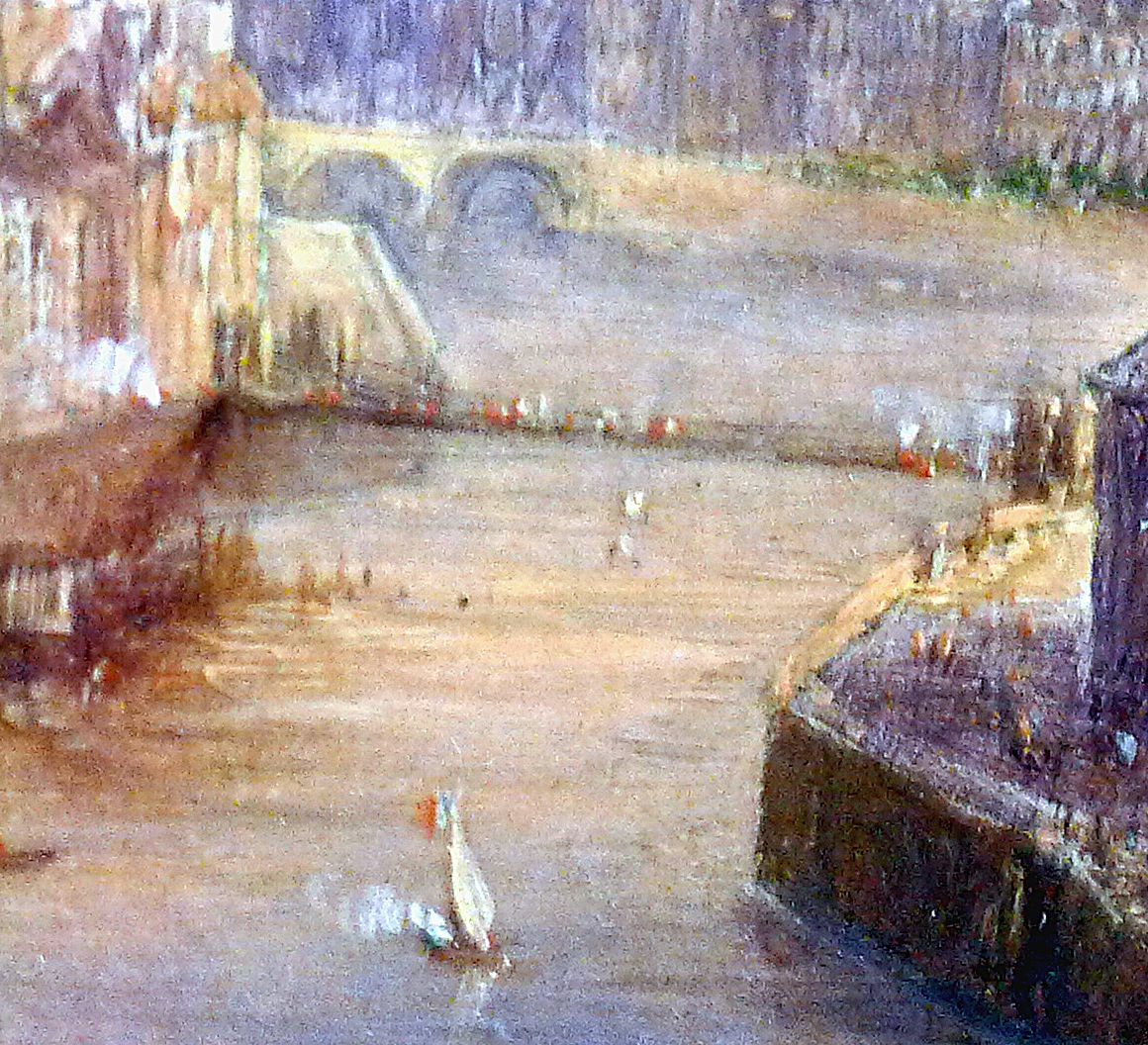
Le pont Saint-Louis.
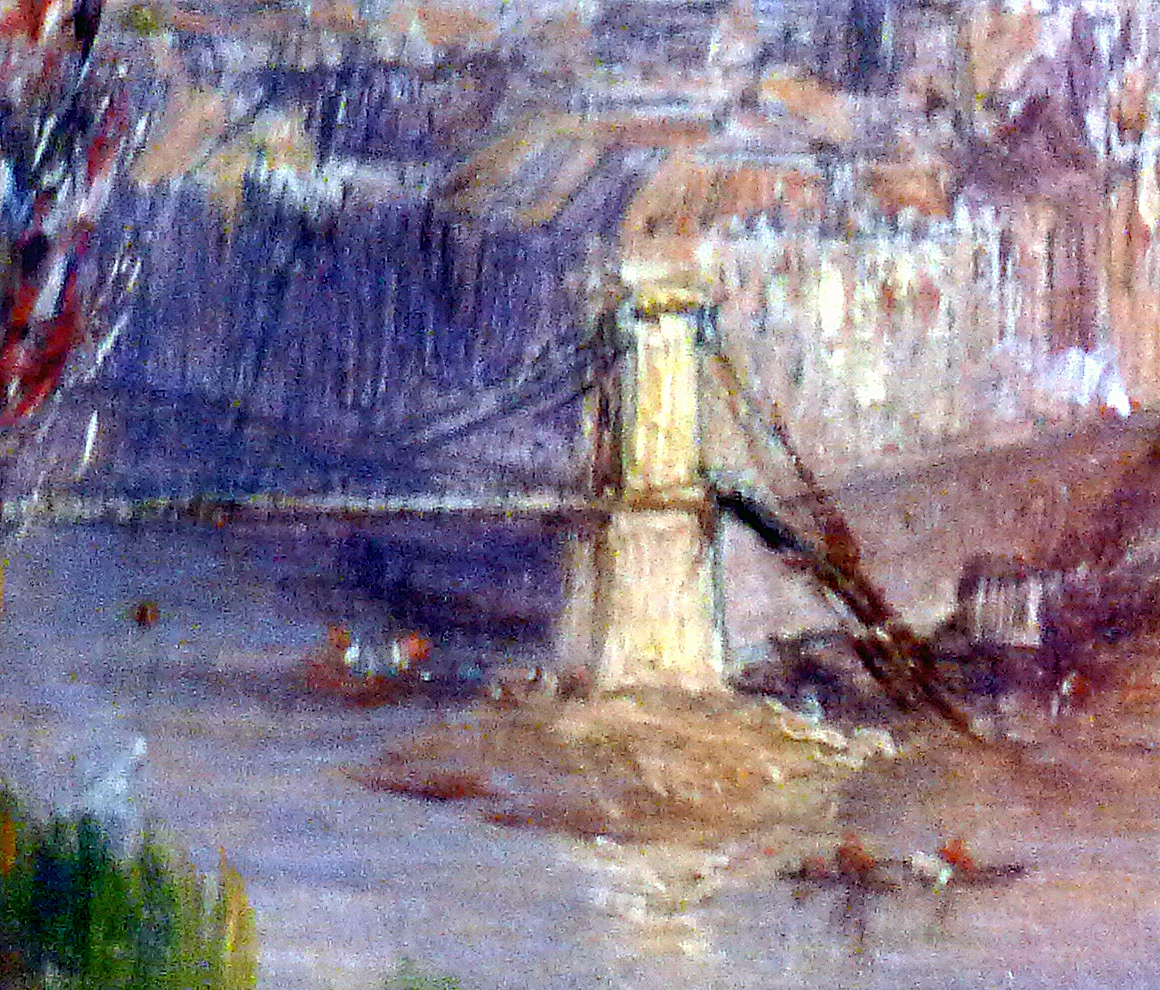
Le pont Louis-Philippe.
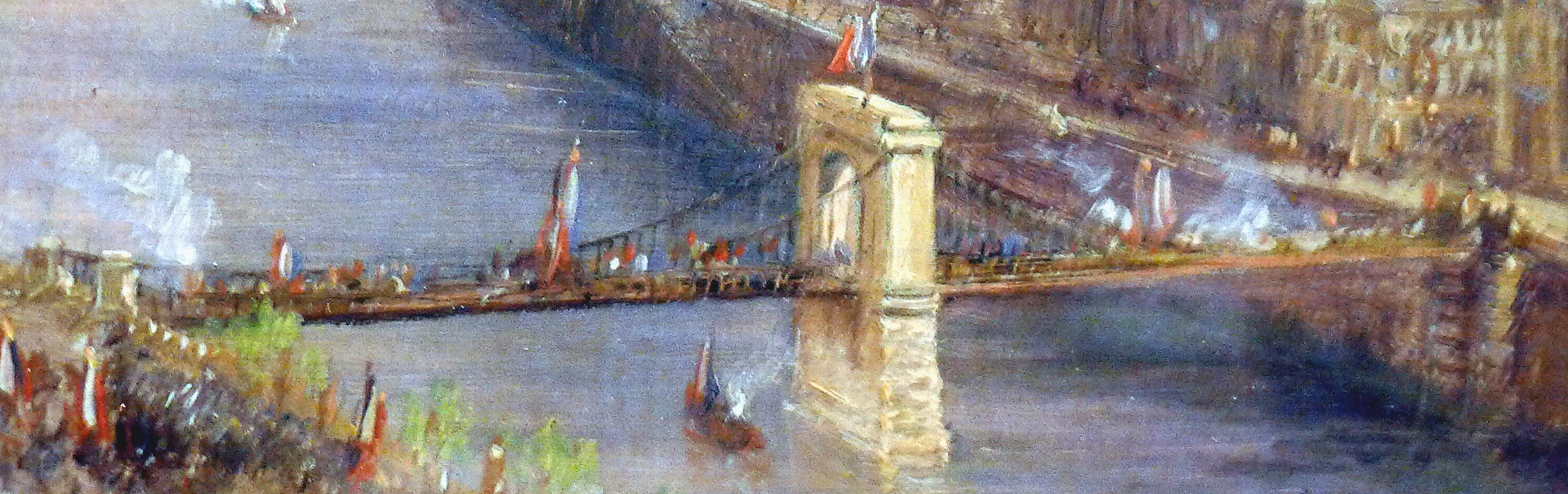
Le pont d’Arcole.

- - musée du Louvre, département des arts graphiques : 
    - Jardin d'hiver aux Champs-Élysées, dessin[32],
    - Vue de la grande cascade du parc du château de Vaux-le-Vicomte, dessin[33],
    - Une Briqueterie au milieu d'un terrain vallonné près de Verrières, dessin[34].
- Rouen, Bibliothèques de Rouen : dessins et estampes[35].
- Saint-Laurent-du-Pont, collections municipales : lithographies (donation Aimée et Marc Pessin)[36].
- Sceaux, musée du Domaine départemental de Sceaux : dessins et estampes[5].
- Senlis, musée d'art et d'archéologie : vues  dessinées des environs de Compiègne, Pierrefonds, Senlis[37].

### Malte
- La Valette, musée national des beaux-arts : Île de Malte, vue de la marina de La Valette, lithographie.

### Pays-Bas
- Amsterdam, Rijksmuseum Amsterdam : Ruines de l'abbaye de Longpont, 1841, lithographie.

### Suisse
- Genève, Bibliothèque de Genève : Vue du quartier de Rive depuis la promenade Saint-Antoine, vers 1830, dessin[38].